# Esfera armilar

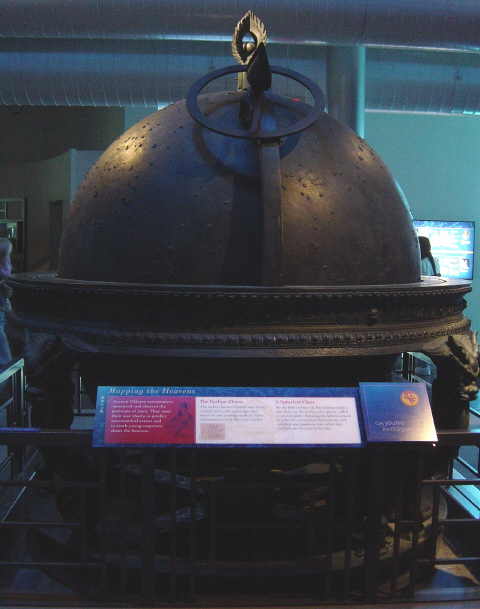
Globo celeste da dinastía Qing.

A esfera armilar é um instrumento de astronomia aplicado em navegação que consta de um modelo reduzido do cosmo . Estima-se que foi desenvolvido ao longo do tempo, através de observações minuciosas do movimento aparente dos astros em torno da Terra.
O grande anel exterior mostra a escala de declinação das estrelas fixas na  esfera celeste; a pequena bola no centro, a Terra.
A esfera é mostrada através de conjunto de armilas, vocábulo que designa anéis, braceletes ou argolas e de onde deriva o nome «armilar» . Essas armilas são articuladas  e indicam os principais círculos máximos: os polos, os trópicos, os meridianos e o equador. A esses acrescenta-se uma banda diagonal, inclinada 23,5º entre trópicos mostrando o caminho do Sol nos 365 dias do ano , mas que muitas vezes se apresenta com outras inclinações, por motivos puramente estéticos.
A banda do zodíaco de mais e menos 8º em torno da eclíptica, foi incluída por outros povos sendo a linha que traça o movimento aparente de Sol através do céu e que passa pelos chamados signos do zodíaco.
Essa banda encontra-se inclinada pela mesma razão que os da trajetória do Sol que nos 365 dias do ano se desloca em declinação, entre os trópicos ( isso explica porque o eixo da Terra está oblíquo 23,5º em relação ao plano de translação).
Comparando com os globos terrestres modernos, o eixo da Terra apresenta-se em diagonal e a base de sustentação aparece paralela à eclíptica, que é afinal , a projecção no espaço, do plano de translação da Terra em torno do Sol. Na esfera armilar, ao contrário, o eixo norte-sul encontra-se na vertical como se respeitasse o eixo de distribuição galáctico.

## História
A esfera armilar foi desenvolvida ao longo dos tempos por inúmeros povos que habitavam o lado asiático e seus registros constam em pinturas de cerâmica e documentos que os chineses durante o século I a.C. (Dinastia Han) já conheciam a esfera armilar. Sabe-se também que nessa época, o astrônomo chinês Zhang Heng é considerado a primeira pessoa a usar engrenagens e mecanismos de articulação hidráulicas no eixo da esfera armilar para reproduzir os movimentos da mecânica celeste para fins didáticos. O nome do instrumento vem do latim armilla ("bracelete"), visto que tem um esqueleto feito de anéis concêntricos articulados nos polos com escala de graduações e outros perpendiculares representando o equador, a eclíptica, indicando o curso do Sol em relação às estrelas de fundo para os 365 dias do ano, os meridianos e os paralelos.

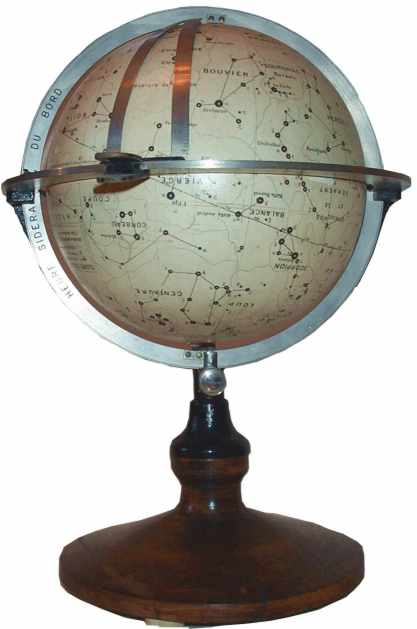

O equipamento, apesar de ter tal uso, não é uma defesa dos sistemas heliocêntrico ou geocêntrico e sim um substituto dos conhecimentos da álgebra e trigonometria que permite organizar o movimento aparente das estrelas em pontual. Nesse sentido, a bola no meio das esferas, representando a Terra ou, atualmente, o Sol nada mais são de representações errôneas que não tem a ver com suas funções e sim com o desconhecimento completo com respeito ao instrumento.
Nota: Antes do advento do telescópio no século XVII, a esfera armilar já era um instrumento primário de todos os navegadores na correção da posição estimada segundo a posição aparente dos astros.
Para fins de posicionamento global, a esfera armilar, que se tornou num dos emblemas de D. Manuel I, tem por missão projetar o plano de inclinação do observador na esfera superior, não estando previsto provar quem é quem no centro de todas as esferas já que tanto o observador como as coordenadas da própria terra encontram-se projetadas na esfera superior.

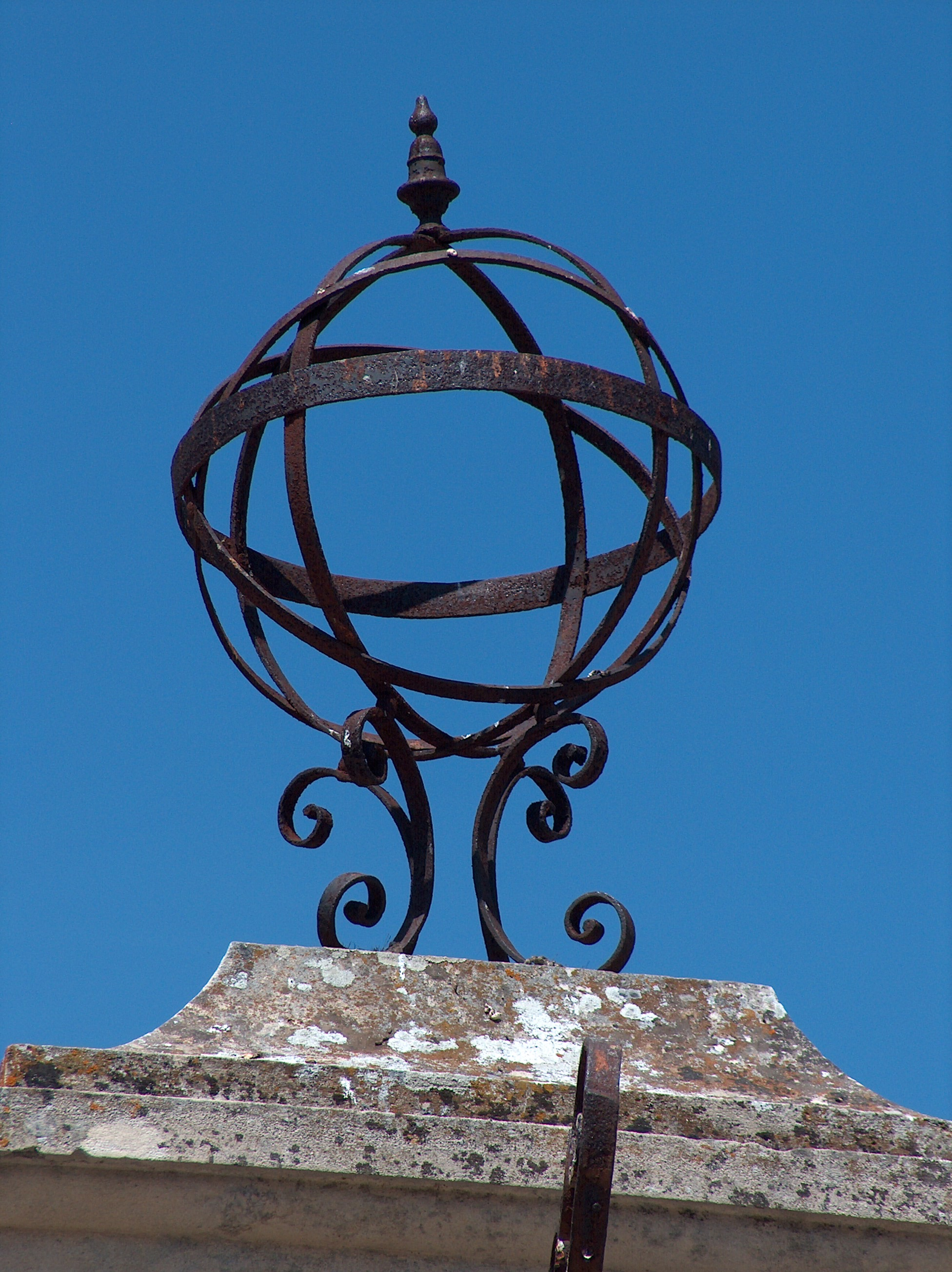
Esfera armilar colocada no topo do Pelourinho existente em Constância não possui vestígio algum da esfera terrestre.

A teoria mais aceite ou o efeito que mais respondia a questão: porque o universo não desabava sobre a terra? É que os astros estariam fixos em esferas transparentes e cada uma possuía um diâmetro compatível com sua distância à terra. A partir da Lua, a mais próxima, depois do Sol, existiam inúmeras outras esferas, uma para cada planeta, que eram tratados como as estrelas errantes. Embora soubessem que não existiam esferas de vidros no firmamento, resolveram mesmo assim recriar um universo em miniatura que pudessem mimetizar a mecânica celeste como num laboratório. Em substituição das esferas imaginárias de vidro, fizeram vários anéis que deram o nome de armilas. Cada armila seria então o círculo máximo de sua esfera que respondia por sua estrela,  originando inúmeras armilas. Dispostas umas sobre as outras e com seus próprios eixos representando o movimento da Lua, do Sol, das estrelas errantes (planetas), com exceção da esfera terrestre e das fixas que eram representados por uma única armila situada na esfera superior (a mais exterior), uma vez tratar-se o conjunto de uma visão antropocêntrica do universo e que envolve a projeção do plano de inclinação do observador na esfera das estrelas fixas.
A esfera do Sol, representada pela armila mais larga era inclinada 66,6 graus medidos do polo celeste em direção ao trópico mais próximo ou seu complemento 23,4 graus afastado do equador aos trópicos formando um dístico (limitado entre os trópicos) com inscrições que indicavam os Abraxas, termo gnóstico que se refere ao curso do Sol com relação as estrelas de fundo nos 365 dias do ano.
Na época medieval era muito usado por navegadores do oriente. Os “cosmógrafos” faziam a função dos astrônomos de hoje… (hindus, árabes e chineses).

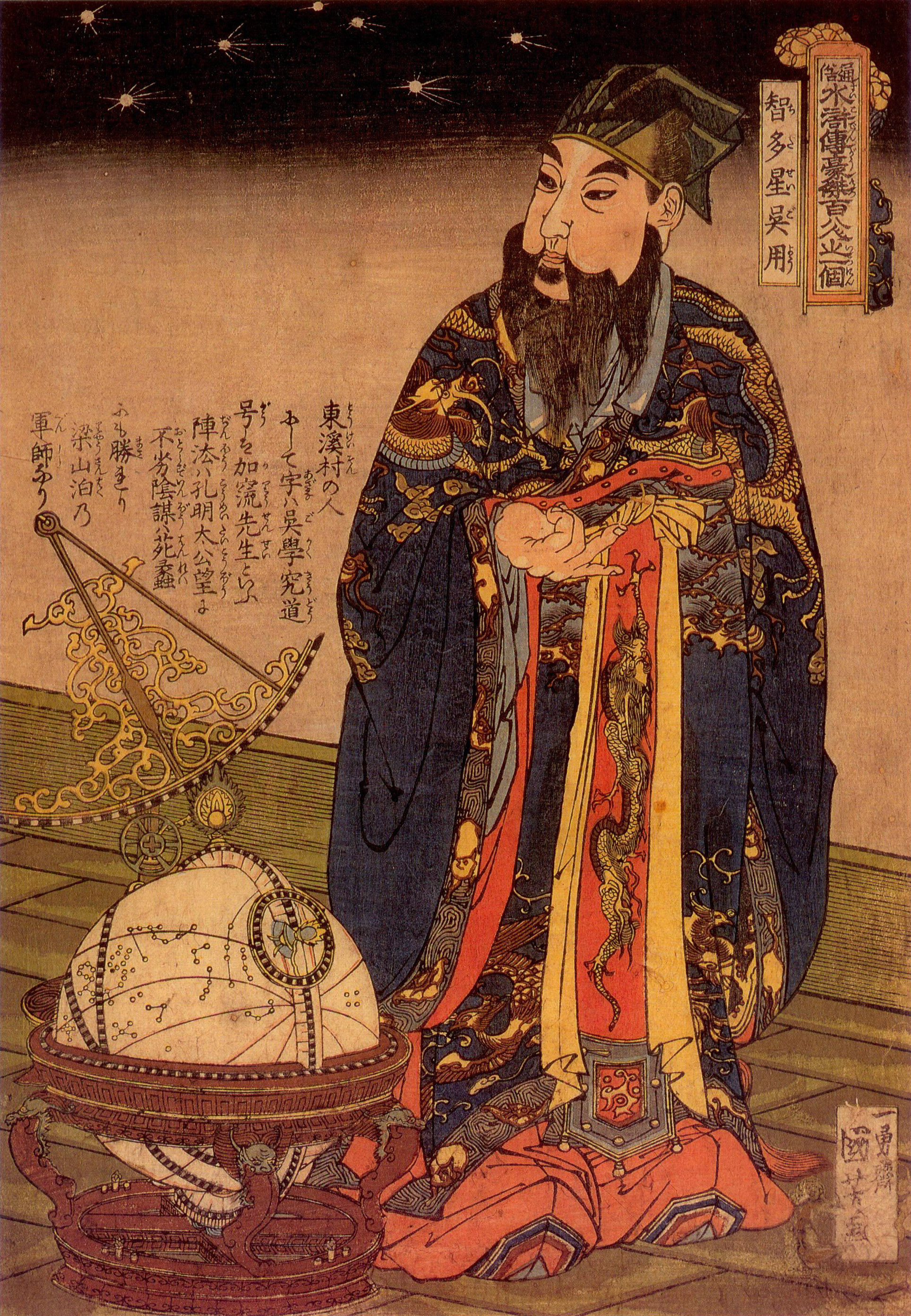
A esfera armilar desse astrônomo chinês já possui as coordenadas terrestres projetadas no firmamento.

## Como usar
O instrumento que funciona como um almanaque náutico, usa o Sol do meio dia como referência das estrelas que surgem e se põem no horizonte durante o entardecer e alvorecer e uma vez, conferindo a altura do Sol com a latitude pela estrela polar era possível saber a data aproximada.
No limbo de umas armilas existiam as marcações em grau da declinação das estrelas fixas o que permitia ao navegador conhecer as efemérides astronómicas sem consultar um almanaque náutico de hoje sem falar que contavam com a previsão por estimativa do azimute das estrelas que nasciam e se punham no horizonte.
A esfera armilar que tinha por finalidade projetar os planos de inclinação de um observador nas coordenadas da esfera superior podia ser usada também para interpolar as horas diretamente segundo a posição da Ursa Menor, deveria então o instrumento ser usado à noite, fixo a um altar no cume das elevações para que pudessem ver o polo celeste, a observação era acompanhada por um recital semelhante a uma reza. A inclinação do eixo do instrumento deve ser igual à latitude local, ou seja, paralela ao prolongamento do eixo da terra na direção do polo celeste.
Durante esse processo, os observadores recitavam um tipo de "versos mnemónicos" escritos numa tábua, que era lido durante as observações um similar ao Regimento de Évora cantado em aramaico, despertava a atenção de místicos e gnósticos e daqueles que acreditavam na criação do mundo ao mesmo tempo em que confundia a concepção astrogénica dessas escolas por ter sido introduzida no ocidente pelas mãos dos mouros, o microcosmo apresentou-se então aos olhos da Santa inquisição como um instrumento do mal, possuidor de poderes sobrenaturais, que contestava a criação do mundo, devendo o seu uso ser proibido aos cristãos. Daí sua presença marcante nas mãos de ordens secretas que também acabaram por acrescentar simbolicamente um planeta terra no centro de todas as armilas tornando seu uso impraticável (possivelmente para atender a igreja) e conforme mais tarde pode se ver em símbolos, no brasão de Portugal ou nas bandeiras do Brasil monárquico.

## Evolução
Apesar da comentada especulação religiosa, aproximadamente trezentos anos antes da época dos descobrimentos, várias pessoas que habitavam a península ibérica já sabiam que a terra era redonda e se interessavam pelo movimento aparente dos astros, a mecânica celeste era um novo conhecimento trazido ao ocidente.
No ano de 1300, nobres, cosmógrafos e navegadores, a partir da Esfera Armilar, desenvolveram equipamentos mais reduzidos para a interpolação das horas (hora sideral) que faziam usando a estrela Kochab na constelação da Ursa Menor e a posição do Sol.
Como muitas personalidades idealizavam seus próprios relógios de estrelas aos poucos o equipamento alcança um estágio mais simplificado voltado para o tempo relativo e o nome de noturlábios (astrolábio noturno) era um desses instrumentos.
Entre as notórias personalidades da época, Dante Alighieri também possuía uma singular montagem de relógio astrolábio que funcionava com a  passagem meridiana do astro rei pelo meridiano local, em seu limbo no lugar do grau de longitude constavam algumas das principais cidades terrenas distanciadas pela longitude como, Roma, Jerusalém e Ganges, povoamentos esses que muito contribuirão nos versos da Divina Comédia.
Esses foram os primeiros astrolábios planos desenvolvidos no ocidente para fazer mira na constelação da polar e encontrar a hora estimada.

## Aplicações na matemática
- A esfera armilar é um complexo sistema de transferência de graus.[4][5]

## Aplicações na simbologia
Após a invenção do sextante, que calculava a declinação dos astros em relação ao horizonte marítimo, e da linotipo que imprimia tábuas de logaritmos para uso em navegação, o instrumento caiu em desuso e passou a ser usado somente como produtos de decoração ou status.
- O alinhamento óptico de uma estrela e o olho do observador numa alidade de medir ângulos, bem como o esquadro e o compasso usados na transferência de graus numa carta náutica, foram transformados em símbolos pelas ordens místicas e religiosos.[4][6]
- Dante Alighieri usou a estrutura dos círculos concêntricos para organizar a posição do céu e do inferno.
- O limbo das armilas sobre o qual era marcado a graduação angular, foi visto pela teologia cristã, posterior ao século XIII, como sendo o lugar comum onde se encontram as almas das crianças muito novas que, embora não tivessem culpa alguma, morreram sem o batismo que as livrasse do pecado original.
- A esfera armilar é um elemento central da bandeira de Portugal.